# حكومة سيفي الثانية
حكومة سيفي الثانية هي ثاني حكومة جزائرية يرأسها مقداد سيفي ما بين 27 نوفمبر 1995 و31 ديسمبر 1995 في ظل رئاسة اليمين زروال للبلاد.

## أعضاء الحكومة
- رئيس الحكومة : مقداد سيفي
- وزير الدفاع : اليمين زروال
- وزير للشؤون الخارجية : محمد الصالح دمبري
- وزير الداخلية والجماعات المحلية والإصلاح الإداري : مصطفى بن منصور
- وزير العدل : محمد آدمي
- وزير وزير المالية : أحمد بن بيتور
- وزير إعادة الهيكلة الصناعية والمساهمة : مراد بن أشنهو
- وزير الصناعة والطاقة : عمار مخلوفي
- وزير المجاهدين : السعيد عبادو،
- وزير الاتصال : أحسن بشيش المدعو الأمين بشيشي،
- وزير التربية الوطنية : عمار صخري،
- وزير التعليم العالي والبحث العلمي : أبو بكر بن بوزيد،
- وزير الفلاحة : نورالدين بحبوح،
- وزير التجهيز والتهيئة العمرانية : الشريف رحماني،
- وزير السكن : محمد مغلاوي،
- وزير الصحة والسكان : يحيى قيدوم،
- وزير التكوين المهني : حسان العسكري،
- وزير الثقافة : سليمان الشيخ،
- وزير الشؤون الدينية : الساسي لعموري،
- وزير العمل والحماية الاجتماعية، مكلف بالنيابة وزير الشبية والرياضة : محمد العيشوبي
- وزير البريد والمواصلات : محند الصالح يويو،
- وزير النقل : محمد أرزقي إيسلي،
- وزير التجارة : ساسي عزيزة،
- وزير المؤسسات الصغيرة والمتوسطة : رضا حمياني،
- وزير السياحة والصناعة التقليدية : محمد بن سالم،
- وزير منتدب لدى وزير المالية، مكلف للميزانية : علي براهيتي،
- وزير منتدب للخزينة : بدر الدين نويوة،
- وزير منتدب لدى وزير الداخلية، مكلف بالجماعات المحلي والإصلاح الإداري : نور الدين قصد علي،
- كاتب الدولة لدى وزير الشؤون الخارجية، مكلف بالتعاون والشؤون المغاربية : أحمد عطاف،
- كاتبة الدولة لدى رئيس الحكومة، مكلفة بالتضامن الوطني والأسرة : عائشة هنية سميشي،